# Szudud
Szudud (arab. شدود) – miejscowość w Syrii, w muhafazie Aleppo. W 2004 roku liczyła 772 mieszkańców.